# Sinai Trail

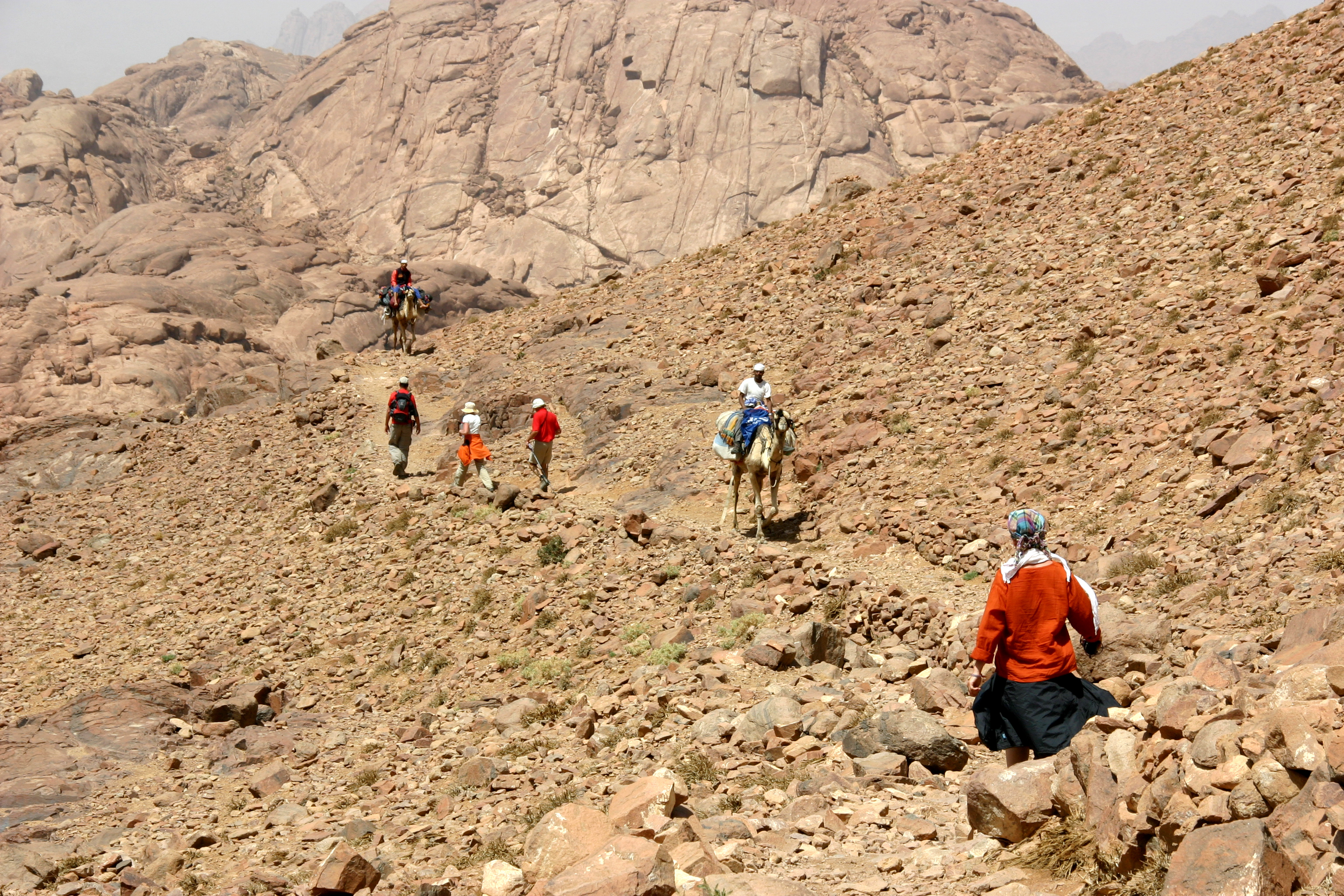

De Sinai Trail is een langeafstandswandelpad in Egypte. Het pad werd in 2015 gecreëerd als eerste langeafstandspad door het land, van 220 kilometer. De route is sinds 2018 verlengd tot 550 kilometer lang en loopt door de Sinai, van de golf van Aqaba tot de Katharinaberg. Samen met de Red Sea Mountain Trail en de Wadi Rum Trail vormt het pad de intercontinentale Bedouin Trail.